# Lassina Dao (cầu thủ bóng đá, sinh 1996)
Lassina Jean Apollinaire Junior Dao  (20 tháng 12 năm 1996) là một cầu thủ bóng đá Bờ Biển Ngà thi đấu ở vị trí tiền đạo cho Gomel.

## Sự nghiệp
Vào tháng 6 năm 2016, Dao ký hợp đồng với FC Aktobe, nhưng lại rời câu lạc bộ vài tháng sau đó.

## Thống kê sự nghiệp

### Câu lạc bộ
Tính đến trận đấu diễn ra ngày 26 tháng 11 năm 2017
| Câu lạc bộ          | Mùa giải            | Giải vô địch                       | Giải vô địch | Giải vô địch | Cúp quốc gia | Cúp quốc gia | Cúp Liên đoàn | Cúp Liên đoàn | Châu lục | Châu lục | Khác | Khác | Tổng | Tổng |
| Câu lạc bộ          | Mùa giải            | Hạng đấu                           | Trận         | Bàn          | Trận         | Bàn          | Trận          | Bàn           | Trận     | Bàn      | Trận | Bàn  | Trận | Bàn  |
| ------------------- | ------------------- | ---------------------------------- | ------------ | ------------ | ------------ | ------------ | ------------- | ------------- | -------- | -------- | ---- | ---- | ---- | ---- |
| Saxan Gagauz Yeri   | 2014–15             | Divizia Națională                  | 6            | 1            | 0            | 0            | –             | –             | –        | –        | –    | –    | 6    | 1    |
| Saxan Gagauz Yeri   | 2015–16             | Divizia Națională                  | 0            | 0            | 0            | 0            | –             | –             | 2        | 0        | –    | –    | 2    | 0    |
| Saxan Gagauz Yeri   | Tổng                | Tổng                               | 6            | 1            | 0            | 0            | -             | -             | 2        | 0        | -    | -    | 8    | 1    |
| Zaria Bălți         | 2015–16             | Divizia Națională                  | 22           | 4            | 3            | 0            | –             | –             | –        | –        | –    | –    | 25   | 4    |
| Aktobe              | 2016                | Giải bóng đá ngoại hạng Kazakhstan | 5            | 1            | 0            | 0            | –             | –             | 2        | 0        | –    | –    | 7    | 1    |
| Hapoel Ashkelon     | 2016–17             | Giải bóng đá ngoại hạng Israel     | 9            | 3            | 0            | 0            | 0             | 0             | –        | –        | –    | –    | 9    | 3    |
| Bnei Sakhnin        | 2016–17             | Giải bóng đá ngoại hạng Israel     | 5            | 0            | 0            | 0            | 0             | 0             | –        | –        | –    | –    | 5    | 0    |
| Gomel               | 2017                | Giải bóng đá ngoại hạng Belarus    | 12           | 0            | 0            | 0            | 0             | 0             | –        | –        | –    | –    | 12   | 0    |
| Tổng cộng sự nghiệp | Tổng cộng sự nghiệp | Tổng cộng sự nghiệp                | 59           | 9            | 3            | 0            | 0             | 0             | 4        | 0        | 0    | 0    | 66   | 9    |